# Poziom natężenia dźwięku
Poziom natężenia dźwięku – logarytmiczna miara natężenia dźwięku. Ze względu na charakterystykę słuchu człowieka, logarytmiczna miara natężenia dźwięku jest odbierana przez ludzkie ucho jako (w przybliżeniu) liniowa. Wielkość ta wyznaczana jest ze wzoru:
{\displaystyle L=10\,\log _{10}\left({\frac {I}{I_{0}}}\right),}
gdzie:
{\displaystyle L} – poziom natężenia dźwięku,
{\displaystyle I} – natężenie dźwięku,
{\displaystyle I_{0}} – natężenie dźwięku odniesienia, wynosząca 10−12 W/m² (wartość progowa dla normalnie słyszącej osoby, odpowiadającą natężeniu dźwięku o częstotliwości 1000 Hz).
Jednostką otrzymanej wartości jest decybel.

## Przykłady
Wartości podane poniżej należy traktować jako orientacyjne i przybliżone. Typowo podaje się je dla odległości 1 metra od źródła dźwięku. Ponadto w przestrzeni otwartej, natężenie dźwięku ze źródła punktowego spada z kwadratem odległości, dlatego podane wartości dotyczą poziomu natężenia w standardowej (niewielkiej) odległości od źródła dźwięku, czyli charakterystycznej dla jego odbioru:
- 0  dB – wartość progowa dla normalnie słyszącej osoby, odpowiadającą natężeniu dźwięku 10−12 W/m² o częstotliwości 1000 Hz
- 10 dB – szelest liści przy łagodnym wietrze
- 20 dB – szept
- 30 dB – bardzo spokojna ulica bez ruchu
- 40 dB – szmery w domu
- 50 dB – szum w biurach
- 60 dB – odkurzacz
- 70 dB – wnętrze głośnej restauracji, darcie papieru
- 80 dB – głośna muzyka w pomieszczeniach, trąbienie
- 90 dB – ruch uliczny
- 100 dB – motocykl bez tłumika
- 110 dB – piła łańcuchowa
- 120 dB – maksymalny dopuszczalny poziom natężenia dźwięku fajerwerków
- 130 dB – wirnik helikoptera w odległości 5 metrów, granica powyżej której może dojść do trwałego uszkodzenia słuchu
- 140 dB – start myśliwca
- 150 dB – wystrzał z karabinu
- 160 dB – eksplozja bomby (100 m)
- 190 dB – start rakiety kosmicznej (100 m)
- 220 dB – eksplozja bomby jądrowej (1000 m)
- 300–350 dB – (szacowane, 100 m) wybuch wulkanu Krakatau w Indonezji w 1883 r. Prawdopodobnie najgłośniejszy wyemitowany dźwięk na Ziemi, który udało się zarejestrować (huk był słyszalny z odległości 4300 kilometrów, i był w stanie rozerwać błony bębenkowe marynarzy znajdujących się w odległości 64 km od wulkanu[2])

## Poziom natężenia dźwięku w motoryzacji
W przemyśle motoryzacyjnym bada się poziom natężenia hałasu wewnątrz kabiny samochodu. Wynik badania podaje się w decybelach. Im niższa wartość, tym wyższy komfort jazdy samochodem. Najczęściej poziom natężenia hałasu określa się przy stałej prędkości 100 km/h i silniku pracującym na najwyższym możliwym biegu.